# 李翔 (弘治進士)
李翔（1467年—？年），字鳳儀，湖廣寧遠衛軍籍，明朝政治人物。

## 生平
成化十九年（1483年）癸卯科湖廣鄉試第二十二名舉人，弘治九年（1496年）丙辰科會試第一百七十一名，第三甲第八十六名進士。官御史。

## 家族
曾祖李永馨；祖李隆；父李溥，貢士；母方氏。慈侍下。兄□；渺。弟翀；翰；翼；□；翴。